# Сергій Співак
Сергій Співак (рум. Serghei Spivac; нар. 24 січня 1995, Кишинів, Молдова) — молдовський боєць з змішаних бойових мистецтв, який змагається у важкій ваговій категорії UFC. Станом на 8 лютого 2024 він посідає 8 місце в рейтингу UFC у важкій вазі.

## Статистика в змішаних бойових мистецтвах
| Професійна кар'єра бійця |            |           |
| Боїв 20                  | Перемог 16 | Поразок 4 |
| Нокаут                   | 7          | 3         |
| Здача                    | 7          | 0         |
| Рішення суддів           | 2          | 1         |

| Результат | Рекорд | Суперник            | Спосіб                   | Турнір                                      | Дата              | Раунд | Час  | Місце                                | Примітки                                            |
| --------- | ------ | ------------------- | ------------------------ | ------------------------------------------- | ----------------- | ----- | ---- | ------------------------------------ | --------------------------------------------------- |
| Поразка   | 16-4   | Сіріл Ган           | Технічний нокаут (удари) | UFC Fight Night: Gane vs. Spivac            | 2 вересня 2023    | 2     | 3:44 | Париж, Франція                       |                                                     |
| Перемога  | 16-3   | Деррік Льюїс        | Здача                    | UFC Fight Night: Lewis vs. Spivac           | 4 лютого 2023     | 1     | 3:05 | Лас-Вегас, Невада, США               | Виступ вечора.                                      |
| Перемога  | 15-3   | Аугусто Сакаї       | Технічний нокаут (удари) | UFC on ESPN: Santos vs. Hill                | 6 серпня 2022     | 2     | 3:42 | Лас-Вегас, Невада, США               |                                                     |
| Перемога  | 14-3   | Грег Гарді          | Технічний нокаут (удари) | UFC 272                                     | 5 березня 2022    | 1     | 2:16 | Лас-Вегас, Невада, США               |                                                     |
| Поразка   | 13-3   | Том Еспінолл        | Технічний нокаут (удари) | UFC Fight Night: Brunson vs. Till           | 4 вересня 2021    | 1     | 2:30 | Лас-Вегас, Невада, США               |                                                     |
| Перемога  | 13-2   | Олексій Олійник     | Одноголосне рішення      | UFC on ESPN: The Korean Zombie vs. Ige      | 19 червня 2021    | 3     | 5:00 | Лас-Вегас, Невада, США               |                                                     |
| Перемога  | 12-2   | Джаред Вандераа     | Технічний нокаут (удари) | UFC Fight Night: Blaydes vs. Lewis          | 20 лютого 2021    | 2     | 4:32 | Лас-Вегас, Невада, США               |                                                     |
| Перемога  | 11-2   | Карлос Феліпе       | Рішення більшості        | UFC Fight Night: Figueiredo vs. Benavidez 2 | 19 липня 2020     | 3     | 5:00 | Абу-Дабі, Об'єднані Арабські Емірати |                                                     |
| Поразка   | 10-2   | Марчін Тибура       | Одноголосне рішення      | UFC Fight Night: Benavidez vs. Figueiredo   | 29 лютого 2020    | 3     | 5:00 | Норфолк, Вірджинія,США               |                                                     |
| Перемога  | 10-1   | Тай Туіваса         | Здача                    | UFC 243                                     | 5 жовтня 2019     | 2     | 3:14 | Мельбурн, Австралія                  |                                                     |
| Поразка   | 9-1    | Волт Харріс         | Технічний нокаут (удари) | UFC Fight Night: Iaquinta vs. Cowboy        | 4 травня 2019     | 1     | 0:50 | Оттава, Онтаріо, Канада              |                                                     |
| Перемога  | 9-0    | Тоні Лопес          | Здача                    | WWFC 12                                     | 29 вересня 2018   | 1     | 4:12 | Київ, Україна                        | Захистив титул чемпіона WWFC у важкій вазі.         |
| Перемога  | 8-0    | Іво Кук             | Технічний нокаут (удари) | WWFC 10                                     | 24 березня 2018   | 1     | 2:21 | Київ, Україна                        | Захистив титул чемпіона WWFC у важкій вазі.         |
| Перемога  | 7-0    | Тревіс Фалтон       | Здача                    | WWFC: Cage Encounter 7                      | 14 червня 2017    | 1     | 2:50 | Київ, Україна                        | Виграв вакантний титул чемпіона WWFC у важкій вазі. |
| Перемога  | 6-0    | Люк Мортон          | Нокаут (удари)           | WWFC: Cage Encounter 6                      | 29 березня 2017   | 1     | 0:40 | Київ, Україна                        |                                                     |
| Перемога  | 5-0    | Артем Черков        | Нокаут                   | Eagles Fighting Championship                | 27 лютого 2016    | 1     | 1:52 | Кишинів, Молдова                     |                                                     |
| Перемога  | 4-0    | Дмитро Мікуца       | Здача                    | N1 Pro: MMA Nomad                           | 4 жовтня 2015     | 2     | 4:34 | Караганда, Казахстан                 |                                                     |
| Перемога  | 3-0    | Юрій Горбенко       | Здача                    | WWFC: Ukraine Selection 4                   | 31 січня 2015     | 1     | 3:38 | Київ, Україна                        |                                                     |
| Перемога  | 2-0    | Євгеній Бова        | Здача                    | WWFC: Ukraine Selection 1                   | 19 листопада 2014 | 1     | N/A  | Львів, Україна                       |                                                     |
| Перемога  | 1-0    | Андрій Серебряніков | Технічний нокаут (удари) | RFP: Galychyny Cup                          | 28 вересня 2014   | 1     | 4:31 | Львів, Україна                       |                                                     |